# Druga bitwa o Kraków
Druga bitwa o Kraków – błędne określenie na potyczki mające miejsce na południowo-wschodnim przedpolu Twierdzy Kraków w początkach grudnia 1914 roku. Narracja o drugiej bitwie była oparta wyłącznie na źródłach cywilnych takich jak mające wydźwięk propagandowy artykuły prasowe wydawane w czasie pierwszej wojny światowej oraz wspomnienia osób cywilnych. W przeciwieństwie do walk mających miejsce pod Krakowem w drugiej połowie listopada 1914 roku, te kwalifikowane jako "Druga bitwa o Kraków" nie były wydzielane w literaturze zagranicznej. Legenda "Drugiej bitwy o Kraków" jak i jej kulminacyjnego punktu czyli bitwy na wzgórzu Kaim była następnie powielana przez współczesne artykuły prasowe. W ostatnich latach zaczęły pojawiać się publikacje oparte na archiwalnych materiałach wojskowych, negujące to, że na wzgórzu Kaim odbyła się bitwa, oraz to, że sama "Druga bitwa o Kraków" miała miejsce.

## Potyczki na południowo-wschodnim przedpolu Twierdzy Kraków
W ostatnich dniach listopada oddziały rosyjskiej 3. Armii podeszły na południowo-wschodnie przedpola Twierdzy Kraków, zajmując Wieliczkę. Nauczeni doświadczeniem z pierwszego oblężenia Twierdzy Przemyśl, Rosjanie główne linie obronne rozbudowywali poza zasięgiem fortów krakowskiej Twierdzy. Nie prowadzono też aktywnych działań zaczepnych, ograniczając się do wysyłania patroli mających rozpoznać rozmieszczenie pozycji austro-węgierskich. Patrole rosyjskie przenikały na Bieżanów, a o niskiej intensywności walk świadczy niewielka ilość poległych, ekshumowanych w latach 30. XX wieku na cmentarz wojenny w Wieliczce. 
2 grudnia rozpoczęła się operacja limanowsko-łapanowska. Lewe skrzydło rosyjskiej 3. Armii cofało się pod ciosami sił austro-węgierskiej 4. Armii i wspierającej jej pruskiej 47 Rezerwowej Dywizji Piechoty. Niekorzystna konfiguracja frontu spowodowana przez postępy państw centralnych pod Górą Świętego Jana, Żegociną, Limanową, wymusiły na dowództwie rosyjskiej 3. Armii skrócenie linii frontu. Nocą z 6 na 7 grudnia wojska rosyjskie wycofały się z południowo-wschodniego przedpola Twierdzy Kraków, oddając bez walk Wieliczkę. Odwrót Rosjan nie był wymuszony przez ostrzał artyleryjski prowadzony z krakowskich fortów, który nie przysporzył im większych strat. Wszystkie przesunięcia linii frontu na południowo-wschodnim przedpolu Twierdzy Kraków był wymuszone przez sytuację w jądrze operacji limanowsko-łapanowskiej. Z tego powodu to co do tej pory źródła prasowe i popularnonaukowe opisywały jako "Druga bitwa o Kraków" powinno być traktowane jako peryferyjny obszar operacji limanowsko-łapanowskiej. 

## Galeria

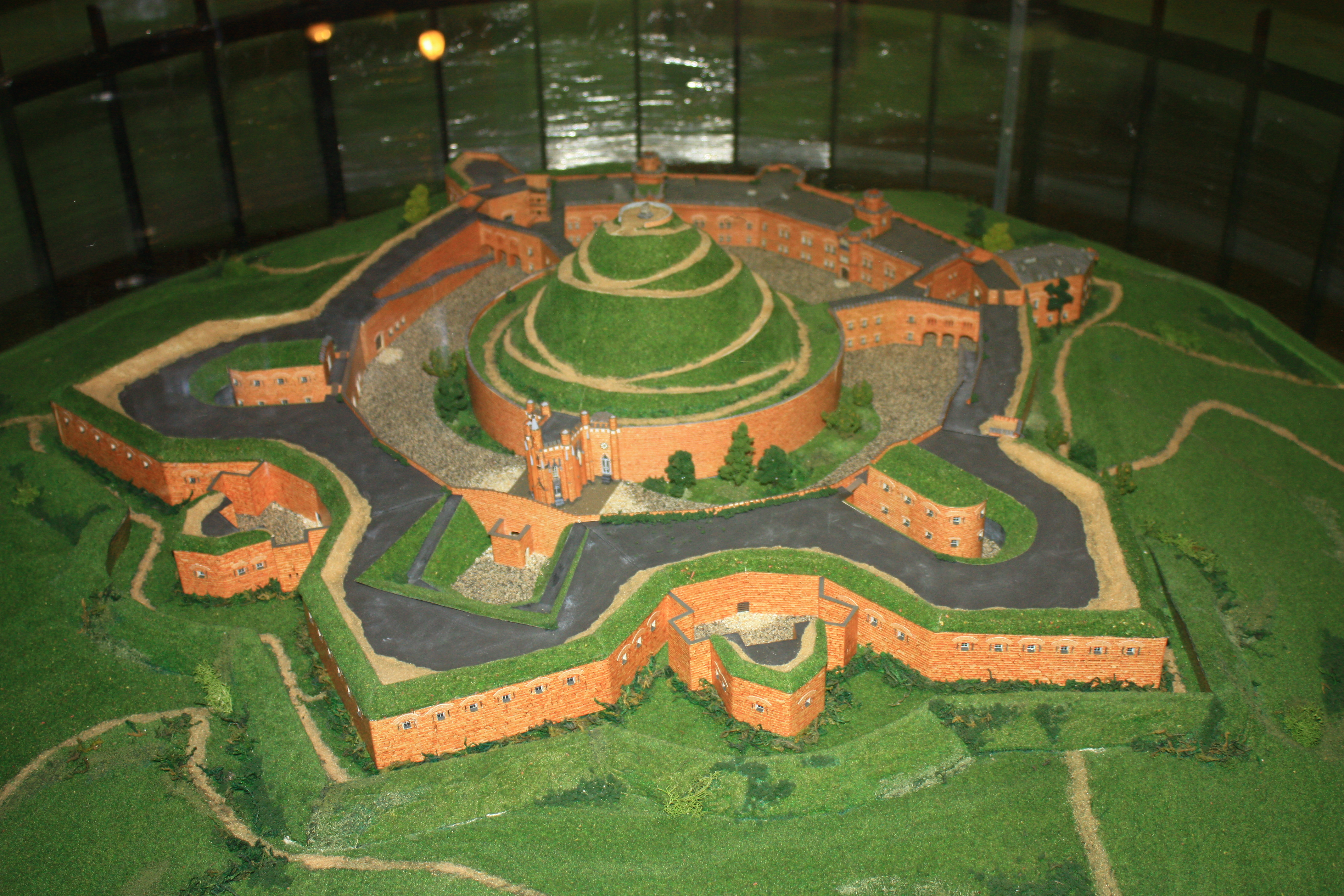
Makieta fortu cytadelowego "Kościuszko".
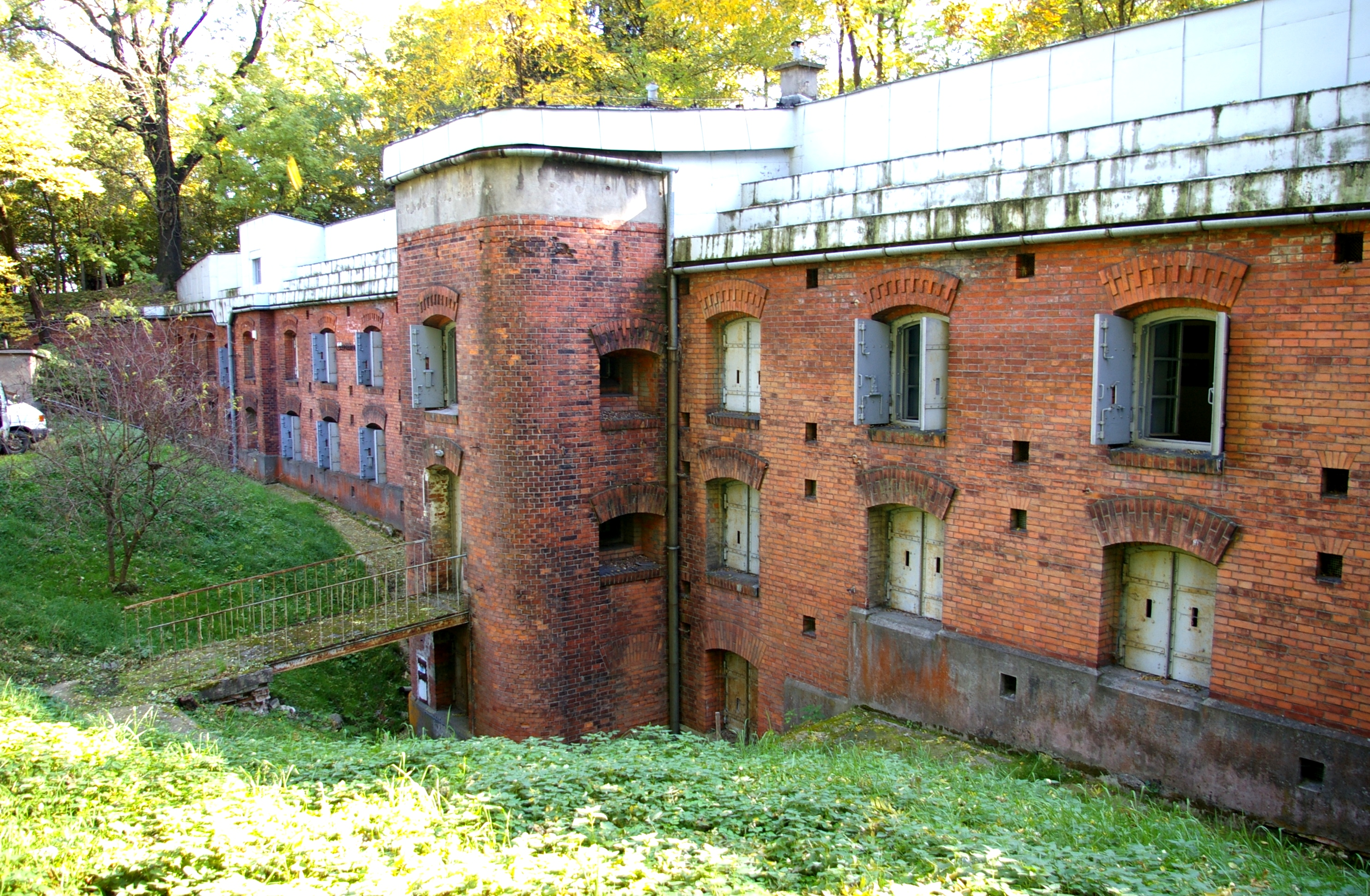
Fort pancerny „Kosocice” prowadzący w dniach 5-6 grudnia 1914 roku ostrzał w kierunku pozycji rosyjskich.
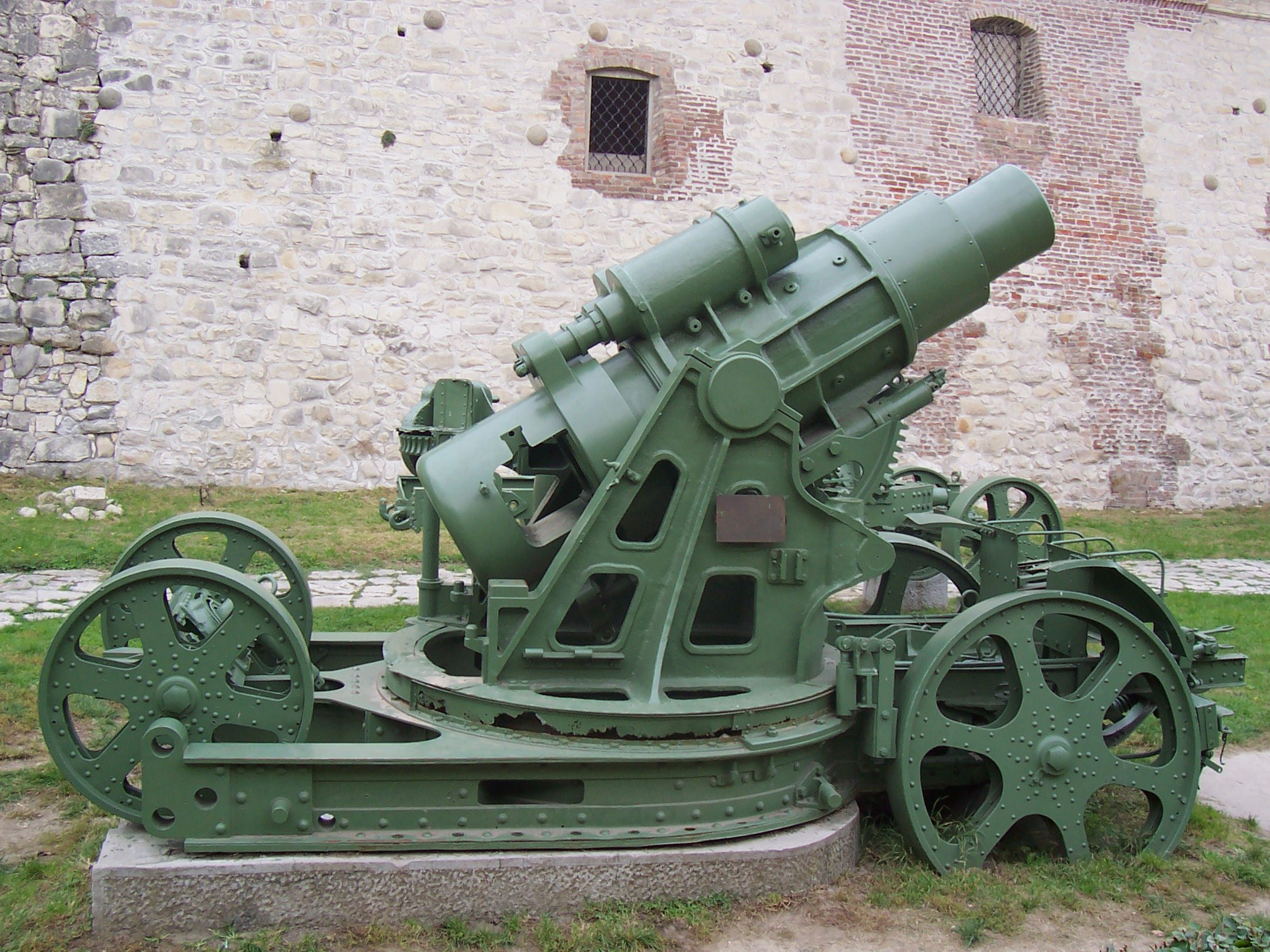
Ciężki moździerz Škoda 30,5 cm, taki, jak biorące udział w bitwie pod Krakowem.
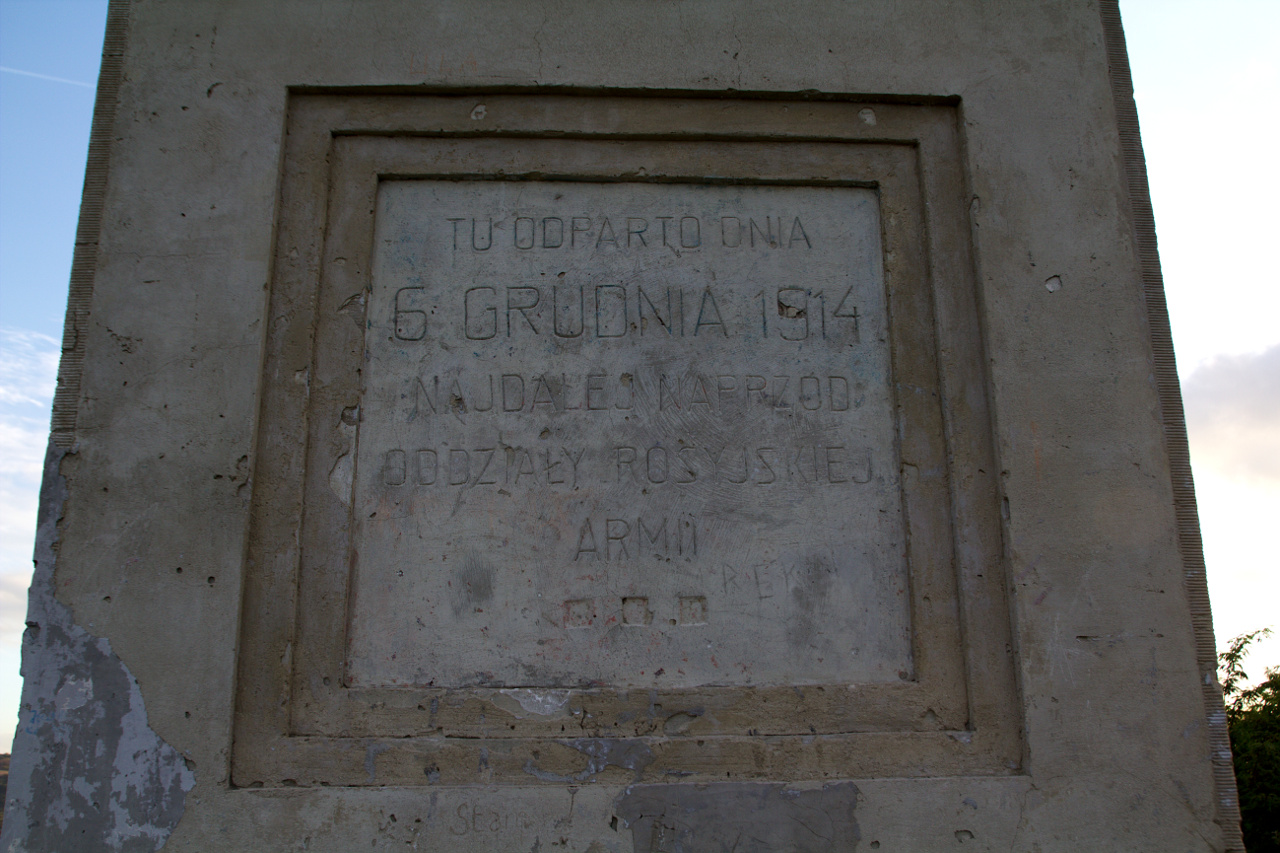
Pomnik na Wzgórzu Kaim – tablica na ścianie północnej.

## Patrz też
- Pierwsza bitwa o Kraków
- Pomnik na Wzgórzu Kaim